# イアン・ハミルトン (野球)
イアン・フランシス・ハミルトン（Ian Francis Hamilton, 1995年6月16日 - ）は、アメリカ合衆国ニューハンプシャー州ストラッフォード郡ドーバー出身のプロ野球選手（投手）。右投右打。MLBのニューヨーク・ヤンキース所属。

## 経歴

### プロ入りとホワイトソックス時代
2016年のMLBドラフト11巡目（全体326位）でシカゴ・ホワイトソックスから指名され、プロ入り。
2018年8月31日のボストン・レッドソックス戦でメジャーデビューを果たした。
2019年シーズンは自動車の接触事故が原因での右肩の炎症から故障者リストに入って迎えることになった。その後、傘下のAAA級シャーロット・ナイツでプレーを続けていたが、6月28日にホワイトソックスから顔に打球直撃したため、残りのシーズンを全休すると発表された。複数の顔面骨折で歯も失い、手術も複数回必要なほどだった。
2020年9月18日にDFAとなった。

### ツインズ時代
2020年9月25日にウェイバー公示を経てシアトル・マリナーズへ移籍したが、12月7日にウェイバー公示を経てフィラデルフィア・フィリーズへ移籍した。
2021年1月29日にJ.T.リアルミュートの再契約に伴ってDFAとなった。
その後、2月5日にウェイバー公示を経てミネソタ・ツインズへ移籍した。2月12日にアレックス・コロメの加入に伴ってDFAとなり、16日にマイナー契約で傘下のAAA級セントポール・セインツへ配属された。シーズンではAAA級セントポールでプレーし、38試合（先発3試合）に登板して4勝3敗4セーブ、防御率4.12、86奪三振を記録した。
2022年も開幕からAAA級セントポールでプレーし、6月3日にメジャー契約を結んでアクティブ・ロースター入りした。6月6日にマイナー契約でAAA級セントポールへ配属された。

### ガーディアンズ傘下時代
2022年8月2日にサンディ・レオンとのトレードでクリーブランド・ガーディアンズに移籍した。傘下AAA級コロンバス・クリッパーズに配属された。オフにFAとなった。

### ヤンキース時代
2023年2月5日にニューヨーク・ヤンキースとマイナー契約を結んだ。開幕は傘下AAA級スクラントン・ウィルクスバリ・レイルライダースで迎えたが、4月3日にアクティブ・ロースター入りした。

## 詳細情報

### 年度別投手成績
| 年 度    | 球 団    | 登 板 | 先 発 | 完 投 | 完 封 | 無 四 球 | 勝 利 | 敗 戦 | セ 丨 ブ | ホ 丨 ル ド | 勝 率 | 打 者 | 投 球 回 | 被 安 打 | 被 本 塁 打 | 与 四 球 | 敬 遠 | 与 死 球 | 奪 三 振 | 暴 投 | ボ 丨 ク | 失 点 | 自 責 点 | 防 御 率 | W H I P |
| -------- | -------- | ----- | ----- | ----- | ----- | -------- | ----- | ----- | -------- | ----------- | ----- | ----- | -------- | -------- | ----------- | -------- | ----- | -------- | -------- | ----- | -------- | ----- | -------- | -------- | ------- |
| 2018     | CWS      | 10    | 0     | 0     | 0     | 0        | 1     | 2     | 0        | 1           | .333  | 33    | 8.0      | 6        | 2           | 2        | 0     | 1        | 5        | 0     | 0        | 5     | 4        | 4.50     | 1.00    |
| 2020     | CWS      | 4     | 0     | 0     | 0     | 0        | 0     | 0     | 0        | 0           | ----  | 20    | 4.0      | 4        | 0           | 5        | 0     | 0        | 4        | 2     | 0        | 2     | 2        | 4.50     | 2.25    |
| 2022     | MIN      | 1     | 0     | 0     | 0     | 0        | 0     | 0     | 0        | 0           | ----  | 11    | 2.2      | 3        | 1           | 1        | 0     | 0        | 0        | 0     | 0        | 2     | 2        | 6.75     | 1.50    |
| 2023     | NYY      | 39    | 3     | 0     | 0     | 0        | 3     | 2     | 2        | 5           | .600  | 239   | 58.0     | 45       | 2           | 26       | 1     | 3        | 69       | 1     | 0        | 19    | 17       | 2.64     | 1.22    |
| 2024     | NYY      | 35    | 0     | 0     | 0     | 0        | 0     | 1     | 1        | 11          | .000  | 163   | 37.2     | 37       | 2           | 14       | 0     | 3        | 41       | 0     | 0        | 17    | 16       | 3.82     | 1.35    |
| MLB：5年 | MLB：5年 | 89    | 3     | 0     | 0     | 0        | 4     | 5     | 3        | 17          | .444  | 466   | 110.1    | 95       | 7           | 48       | 1     | 7        | 119      | 3     | 0        | 45    | 41       | 3.34     | 1.30    |

- 2024年度シーズン終了時

### 年度別守備成績
| 年 度 | 球 団 | 投手（P） | 投手（P） | 投手（P） | 投手（P） | 投手（P） | 投手（P） |
| 年 度 | 球 団 | 試 合     | 刺 殺     | 補 殺     | 失 策     | 併 殺     | 守 備 率  |
| ----- | ----- | --------- | --------- | --------- | --------- | --------- | --------- |
| 2018  | CWS   | 10        | 1         | 1         | 0         | 0         | 1.000     |
| 2020  | CWS   | 4         | 0         | 0         | 0         | 0         | ----      |
| 2022  | MIN   | 1         | 0         | 1         | 0         | 0         | 1.000     |
| 2023  | NYY   | 39        | 8         | 7         | 0         | 1         | 1.000     |
| 2024  | NYY   | 35        | 5         | 0         | 0         | 1         | 1.000     |
| MLB   | MLB   | 89        | 14        | 9         | 0         | 2         | 1.000     |

- 2024年度シーズン終了時

### 背番号
- 63（2018年）
- 52（2020年）
- 44（2022年）
- 71（2023年 - ）